# Hans Lohmann (Fußballspieler)
Hans Lohmann (* 22. September 1930) ist ein ehemaliger deutscher Fußballspieler, der von 1951 bis 1962 in der damals erstklassigen Fußball-Oberliga West und 2. Liga West für den Duisburger SpV aktiv war.

## Laufbahn
Lohmann kam aus der Jugend des Duisburger SC 1900 zum elffachen westdeutschen Meister. Für den DSV absolvierte er von 1954 bis 1962 199 Oberligaspiele und erzielte 32 Tore. Die erfolgreichste Runde erlebte der Halbstürmer und langjährige Leistungsträger 1956/57, als er in der Westliga mit dem Spiel-Verein die Vizemeisterschaft erreichte und damit in die Endrunde um die deutsche Fußballmeisterschaft 1957 einzog. Dort belegte er mit seinen Mannschaftskameraden Willi Koll, Walter Münnix, Rolf Benning und Ernst Wechselberger mit 4:2 Punkten hinter dem Hamburger SV den zweiten Gruppenplatz. Nach dem Abstieg aus der Oberliga 1962 spielte er noch bis in das Jahr 1965 für den später umbenannten Fusionsverein Eintracht Duisburg. Im ersten Jahr der Fußball-Regionalliga West, 1963/64, absolvierte der Routinier 16 Spiele und erzielte drei Tore für den DSV. Für Eintracht Duisburg kamen 1964/65 nochmals 21 Spiele mit einem Treffer hinzu.